# Ferdinand Kahn
Ferdinand Elano Kahn (ur. 17 sierpnia 1788 r., zm. 18 października 1864) – austriacki duchowny katolicki, dominikanin, biskup tyraspolski.
Urodził się w Galicji w 1788 r. W młodości wstąpił do zakonu dominikanów. Po otrzymaniu święceń kapłańskich został skierowany do prowadzenia działalności duszpasterskiej wśród emigrantów niemieckich w Zabiałach i Rewlu. Awansował na przeora konwentu w Rydze. 
Po utworzeniu przez papieża Piusa IX diecezji tyraspolskiej w 1848 r., został prekonizowany jej pierwszym ordynariuszem 20 maja 1850 r. Sakrę biskupią przyjął 9 października tego samego roku. Do 1852 r. urzędował w Chersoniu, a następnie w Saratowie. 
Przyczynił się do zorganizowania życia kościelnego w nowej diecezji, erygował kapitułę, seminarium duchowne i konsystorz, wyposażył katedrę. Uczestniczył w działalności Kolegium Duchownego w Petersburgu. Zmarł w 1864 r. w Saratowie.